# Ehra-Lessien
Ehra-Lessien là một đô thị thuộc huyện Gifhorn, trong bang Niedersachsen, Đức. Đô thị này có diện tích 56,08 km².
Tại đây có đường thử ô tô của Volkswagen Aktiengesellschaft (Volkswagen Group / VWAG) được xây thời chiến tranh lạnh, khu vực này thời đó là vùng cấm bay gần biên giới Đông Đức.